# Čitluk (Sokobanja)
Čitluk (em cirílico: Читлук) é uma vila da Sérvia localizada no município de Sokobanja, pertencente ao distrito de Zaječar, na região de Banja. A sua população era de 661 habitantes segundo o censo de 2011.

## Demografia
| 1948 | 1953 | 1961 | 1971 | 1981 | 1991 | 2002 | 2011 |
| ---- | ---- | ---- | ---- | ---- | ---- | ---- | ---- |
| 1497 | 1558 | 1738 | 1545 | 1295 | 1042 | 806  | 661  |